# Sophie Dutordoir
Sophie Dutordoir, née à Gand le 29 décembre 1962, est une dirigeante d'entreprises belge. Fin 2016, elle a été choisie comme dirigeante de la SNCB.

## Biographie
Sophie Dutordoir est née à Gand (Belgique) en 1962. Elle est licenciée en philologie romane (Université de Gand) et diplômée en Sciences commerciales et financières (EHSAL). Elle a suivi le programme de General Management du CEDEP à Fontainebleau.
De 1984 à 1989, elle a été porte-parole de plusieurs ministres et conseillère du Premier ministre Wilfried Martens.
Entrée chez Electrabel (groupe Engie) en 1990, elle s'est d'abord vu confier la responsabilité de la Communication et des Public Affairs. Elle y est successivement promue et atteint en 2003 le poste de membre de la Direction générale d'Electrabel en charge de la division Marketing & Sales. 
En mai 2007, elle a été nommée CEO de Fluxys et Fluxys LNG, position qu’elle a occupée jusqu’à son retour chez Electrabel en 2009 où elle a été nommée CEO de la division Énergie Benelux & Allemagne de GDF SUEZ (groupe Engie). Sophie Dutordoir quitte cependant Electrabel fin 2013 pour ouvrir une épicerie. 
En 2017, elle est nommée administratrice déléguée, CEO et présidente du comité de direction de la SNCB, mandat qui lui est renouvelé en 2023 pour six ans supplémentaires. 
Sophie Dutordoir est administratrice indépendante chez Aveve et Haffner Energy, administratrice à la Donation Royale et membre du Comité Stratégique de la FEB.